# Острів Дурново
О́стрів Дурново́ (рос. Остров Дурново) — невеликий острів у затоці Петра Великого Японського моря. Знаходиться за 10 км на південний схід від мису Клерка та за 9,1 км на схід від мису Лева, та за 7,4 км на захід від острова Великий Пеліс. Адміністративно належить до Хасанського району Приморського краю Росії. Входить до складу Далекосхідного морського заповідника.

## Географія
Острів має округлу форму, максимальна ширина приблизно 580 м. Вершина острова роздвоєна. Північний берег порівняно пологий і обмежений гальковим пляжем. Південний берег складений з високих скель з горизонтальними чорно-сірими смугами. Поверхня острова заросла чагарниками та широколистим лісом. Поблизу південного краю стоять 2 кекури. Від північного берега на північ відходить мілина з мінімальною глибиною 5,2 м.

## Історія
Острів був відкритий 1851 року французькими китобоями, а в 1852 році описаний моряками французького бригу «Каприз». Росіянами вперше досліджений та описаний в 1854 році екіпажами фрегата «Паллада» та шхуни «Восток». Ретельно досліджений та нанесений на морську карту в 1863 році експедицією підполковника корпусу флотських штурманів Василя Бабкіна з борту корвета «Калевала». Тоді ж і названий на честь мічмана П. М. Дурново.